# Contre-la-montre par équipes féminin aux championnats du monde de cyclisme sur route 2012
Navigation
2013
Le contre-la-montre par équipes féminin aux championnats du monde de cyclisme sur route 2012 a eu lieu le 16 septembre 2012 dans la  province de Limbourg aux Pays-Bas.

## Participation
L'épreuve est « ouverte aux équipes féminines UCI. Une invitation parviendra obligatoirement aux 20 premières équipes féminines UCI du classement par équipes au 15 août. Les équipes ayant répondu positivement à l'invitation dans les délais auront le droit de participer. » Chaque équipe est composée de six coureuses.
Douze équipes disputent l'épreuve (dans l'ordre du classement par équipes au 15 août) : Stichting Rabo Women, Specialized-Lululemon, Orica-AIS, AA-Drink-Leontien.nl, Hitec Products-Mistral Home, Be Pink, Rusvelo Women, Lotto Belisol Ladies, Skil-1T4I, Sengers Ladies, Dolmans-Boels, SC Michela Fanini Rox.

## Parcours
Le départ de la course est donné à Sittard et l'arrivée est à Fauquemont. Le parcours est long de 34,2 km et comprend deux côtes : le Lange Raarberg (nl) (km 20) et le Cauberg (km 32). Le final avec l'arrivée en haut du Cauberg est celui de l'Amstel Gold Race

## Classement
| Classement                | Équipe | Temps           |
| ------------------------- | --- | --------------- |
| Médaille d'or, monde      | Specialized-Lululemon Trixi Worrack Eleonora van Dijk Ina-Yoko Teutenberg Evelyn Stevens Amber Neben Charlotte Becker | 46 min 31 s 60  |
| Médaille d'argent, monde  | Orica-AIS Judith Arndt Shara Gillow Loes Gunnewijk Melissa Hoskins Alexis Rhodes Linda Villumsen                      | + 24 s 19       |
| Médaille de bronze, monde | AA-Drink-Leontien.nl Kirsten Wild Emma Pooley Sharon Laws Jessie Daams Lucinda Brand Chantal Blaak                    | + 1 min 59 s 32 |
| 4                         | Stichting Rabo Women                                                                                                  | + 2 min 20 s 40 |
| 5                         | Rusvelo Women | + 2 min 30 s 58 |
| 6                         | Be Pink | + 3 min 14 s 80 |
| 7                         | SC Michela Fanini Rox                                                                                                 | + 4 min 37 s 26 |
| 8                         | Hitec Products-Mistral Home                                                                                           | + 4 min 38 s 00 |
| 9                         | Dolmans-Boels | + 5 min 0 s 17  |
| 10                        | Lotto Belisol Ladies                                                                                                  | + 5 min 31 s 99 |
| 11                        | Skil-1T4I | + 5 min 33 s 31 |
| 12                        | Sengers Ladies | + 5 min 42 s 91 |